# Esgrima nos Jogos Pan-Americanos de 2023 - Sabre por equipes masculino
O evento do sabre por equipes masculino da esgrima nos Jogos Pan-Americanos de 2023 foi disputado em 4 de novembro de 2023 no Centro de Esportes Paralímpicos, localizado no cluster do Estádio Nacional. Um total de 25 esgrimistas de oito Comitês Olímpicos Nacionais (CON) participaram da competição.

## Calendário
Horário local (UTC−3).
| Data          | Hora  | Fase                                        |
| ------------- | ----- | ------------------------------------------- |
| 4 de novembro | 12:00 | Quartas de final                            |
| 4 de novembro | 13:40 | Semifinais Classificação 5º–8º lugar        |
| 4 de novembro | 14:20 | Disputa pelo 7º lugar Disputa pelo 5º lugar |
| 4 de novembro | 16:50 | Disputa pelo bronze                         |
| 4 de novembro | 18:30 | Final                                       |

## Medalhistas
|  | CAN Canadá                               |  | USA Estados Unidos                         |  | VEN Venezuela                                  |
|  | François Cauchon Shaul Gordon Fares Arfa |  | Josef Cohen Andrew Doddo Filip Dolegiewicz |  | Abraham Rodríguez Eliécer Romero José Quintero |

## Resultados
A competição foi disputada em apenas um dia, no formato eliminatório direto, até a definição dos medalhistas.
|  | Quartas de final   | Quartas de final |                    |    | Semifinais          | Semifinais          |  |  | Final | Final |
|  |                    |                  |                    |    |                     |                     |  |  |       |       |
|  |                    |                  |                    |    |                     |                     |  |  |       |       |
|  |                    |                  |                    |    |                     |                     |  |  |       |       |
|  | USA Estados Unidos | 45               |                    |    |                     |                     |  |  |       |       |
|  | USA Estados Unidos | 45               |                    |    |                     |                     |  |  |       |       |
|  | ARG Argentina      | 31               |                    |    |                     |                     |  |  |       |       |
|  | ARG Argentina      | 31               | USA Estados Unidos | 45 |                     |                     |  |  |       |       |
|  |                    |                  | USA Estados Unidos | 45 |                     |                     |  |  |       |       |
|  |                    | VEN Venezuela    | 27                 |    |                     |                     |  |  |       |       |
|  | CHI Chile          | VEN Venezuela    | 27                 | 37 |                     |                     |  |  |       |       |
|  | CHI Chile          |                  |                    | 37 |                     |                     |  |  |       |       |
|  | VEN Venezuela      | 45               |                    |    |                     |                     |  |  |       |       |
|  | VEN Venezuela      | 45               | USA Estados Unidos | 38 |                     |                     |  |  |       |       |
|  |                    |                  | USA Estados Unidos | 38 |                     |                     |  |  |       |       |
|  |                    | CAN Canadá       | 45                 |    |                     |                     |  |  |       |       |
|  | COL Colômbia       | CAN Canadá       | 45                 | 45 |                     |                     |  |  |       |       |
|  | COL Colômbia       |                  |                    | 45 |                     |                     |  |  |       |       |
|  | BRA Brasil         | 24               |                    |    |                     |                     |  |  |       |       |
|  | BRA Brasil         | 24               | COL Colômbia       | 44 |                     |                     |  |  |       |       |
|  |                    |                  | COL Colômbia       | 44 |                     |                     |  |  |       |       |
|  |                    | CAN Canadá       | 45                 |    | Disputa pelo bronze | Disputa pelo bronze |  |  |       |       |
|  | MEX México         | CAN Canadá       | 45                 | 40 | Disputa pelo bronze | Disputa pelo bronze |  |  |       |       |
|  | MEX México         |                  |                    | 40 |                     |                     |  |  |       |       |
|  | CAN Canadá         | 45               |                    |    |                     |                     |  |  |       |       |
|  | CAN Canadá         | 45               | VEN Venezuela      | 45 |                     |                     |  |  |       |       |
|  |                    |                  |                    |    |                     |                     |  |  |       |       |
|  | COL Colômbia       | 39               |                    |    |                     |                     |  |  |       |       |
|  | COL Colômbia       | 39               |                    |    |                     |                     |  |  |       |       |

Classificação 5º–8º lugar
|  | Classificação 5º–8º | Classificação 5º–8º |                       |    | Disputa pelo 5º lugar | Disputa pelo 5º lugar |
|  |                     |                     |                       |    |                       |                       |
|  |                     |                     |                       |    |                       |                       |
|  |                     |                     |                       |    |                       |                       |
|  | CHI Chile           | 37                  |                       |    |                       |                       |
|  | CHI Chile           | 37                  |                       |    |                       |                       |
|  | ARG Argentina       | 45                  |                       |    |                       |                       |
|  | ARG Argentina       | 45                  | ARG Argentina         | 45 |                       |                       |
|  |                     |                     | ARG Argentina         | 45 |                       |                       |
|  |                     | MEX México          | 40                    |    |                       |                       |
|  | MEX México          | MEX México          | 40                    | 45 |                       |                       |
|  | MEX México          |                     |                       | 45 |                       |                       |
|  | BRA Brasil          | 37                  |                       |    |                       |                       |
|  | BRA Brasil          | 37                  | Disputa pelo 7º lugar |    |                       |                       |
|  |                     |                     |                       |    |                       |                       |
|  |                     |                     |                       |    |                       |                       |
|  |                     |                     |                       |    |                       |                       |
|  | CHI Chile           | 30                  |                       |    |                       |                       |
|  | CHI Chile           | 30                  |                       |    |                       |                       |
|  | BRA Brasil          | 45                  |                       |    |                       |                       |

## Classificação final
| Pos.              | CON                | Esgrimistas                                                |
| ----------------- | ------------------ | ---------------------------------------------------------- |
| Medalha de ouro   | CAN Canadá         | François Cauchon Shaul Gordon Fares Arfa                   |
| Medalha de prata  | USA Estados Unidos | Josef Cohen Andrew Doddo Filip Dolegiewicz                 |
| Medalha de bronze | VEN Venezuela      | Abraham Rodríguez Eliécer Romero José Quintero             |
| 4                 | COL Colômbia       | Mario Palacios Sebastián Cuéllar Luis Correa Vila          |
| 5                 | ARG Argentina      | Stefano Lucchetti Pascual Di Tella Arturo Salgado          |
| 6                 | MEX México         | Brandon Romo Julián Ayala Gibrán Zea                       |
| 7                 | BRA Brasil         | Bruno Pekelman Enrico Pezzi Fábio Salles Henrique Garrigós |
| 8                 | CHI Chile          | Manuel Bahamonde Ricardo Álvarez García Roberto Monsalva   |